# Cuba nos Jogos Olímpicos de Verão de 2024
Cuba participou dos Jogos Olímpicos de Verão de 2024, realizados em Paris, na França. Foi a 22.ª aparição do país nos Jogos Olímpicos de Verão desde a estreia em Paris 1900, sendo representado por 61 atletas que competiram em 16 esportes.
Cuba saiu de Paris com nove medalhas, seu pior desempenho desde 1972 quando ganhou oito medalhas. As duas medalhas de ouro também foram a menor quantia do país desde 1968 quando saiu da Cidade do México sem nenhuma. Foi a primeira vez desde 1972 que Cuba não conseguiu ganhar pelo menos 10 medalhas e a primeira vez desde 1960 que não ganhou uma medalha no atletismo.
Apesar desse desempenho, uma das duas medalhas de ouro foi conquistada por Mijaín López na categoria até 130 kg masculino da luta greco-romana, se tornando o primeiro atleta (homem ou mulher) na história olímpica a ganhar cinco medalhas de ouro consecutivas no mesmo evento individual (de verão ou inverno). Ele se aposentou imediatamente após sua luta pela medalha de ouro.

## Medalhas
| Atleta             | Esporte   | Evento                            | Medalha |
| ------------------ | --------- | --------------------------------- | ------- |
| Mijaín López       | Lutas     | Greco-romana até 130 kg masculino | Ouro    |
| Erislandy Álvarez  | Boxe      | Até 63,5 kg masculino             | Ouro    |
| Yusneylys Guzmán   | Lutas     | Livre até 50 kg feminino          | Prata   |
| Arlen López        | Boxe      | Até 80 kg masculino               | Bronze  |
| Gabriel Rosillo    | Lutas     | Greco-romana até 97 kg masculino  | Bronze  |
| Luis Orta          | Lutas     | Greco-romana até 67 kg masculino  | Bronze  |
| Yarisleidis Cirilo | Canoagem  | C-1 200 m feminino                | Bronze  |
| Rafael Alba        | Taekwondo | Mais de 80 kg masculino           | Bronze  |
| Milaimys Marín     | Lutas     | Livre até 76 kg feminino          | Bronze  |

## Competidores
Esta foi a participação por modalidade nesta edição:
| Esporte            | Masculino | Feminino | Total |
| ------------------ | --------- | -------- | ----- |
| Atletismo          | 7         | 11       | 18    |
| Boxe               | 5         | 0        | 5     |
| Canoagem           | 1         | 2        | 3     |
| Ciclismo           | 0         | 1        | 1     |
| Halterofilismo     | 0         | 1        | 1     |
| Judô               | 2         | 2        | 4     |
| Lutas              | 8         | 2        | 10    |
| Natação            | 1         | 1        | 2     |
| Pentatlo moderno   | 1         | 0        | 1     |
| Remo               | 1         | 1        | 2     |
| Saltos ornamentais | 0         | 2        | 2     |
| Taekwondo          | 1         | 1        | 2     |
| Tênis de mesa      | 2         | 1        | 3     |
| Tiro               | 2         | 2        | 4     |
| Tiro com arco      | 1         | 0        | 1     |
| Voleibol de praia  | 2         | 0        | 2     |
| Total              | 34        | 27       | 61    |